# Dalías
Dalías é um município da Espanha na província de Almería, comunidade autónoma da Andaluzia, de área 144 km² com população de 3 958 habitantes (2009) e densidade populacional de 27,49 hab/km².

## Demografia
| Variação demográfica do município entre 1991 e 2008 | Variação demográfica do município entre 1991 e 2008 | Variação demográfica do município entre 1991 e 2008 | Variação demográfica do município entre 1991 e 2008 | Variação demográfica do município entre 1991 e 2008 |
| --------------------------------------------------- | --------------------------------------------------- | --------------------------------------------------- | --------------------------------------------------- | --------------------------------------------------- |
| 1991                                                | 1996                                                | 2001                                                | 2004                                                | 2008                                                |
| 3 511                                               | 3 590                                               | 3 679                                               | 3 675                                               | 3 934                                               |